# Jakaba (Central River Region)
Jakaba ist eine Ortschaft im westafrikanischen Staat Gambia.
Nach einer Berechnung für das Jahr 2013 leben dort etwa 916 Einwohner, das Ergebnis der letzten veröffentlichten Volkszählung von 1993 betrug 681.

## Geographie
Jakaba, in der Central River Region im Distrikt Niani am nördlichen Ufer des Gambia-Flusses liegt von der North Bank Road, einer wichtigen Fernstraße von Gambia, rund 1,4 Kilometer südwestlich entfernt. Jakaba liegt dabei an einer Straße die südwestlich nach Barajally über Sukuta führt.